# Premis YoGa 2011
Els 22è Premis YoGa foren concedits al "pitjoret" de la producció cinematogràfica de 2010 per Catacric la nit de l'1 al 2 de febrer de 2011 "en un lloc cèntric de Barcelona" per un jurat anònim que ha tingut en compte les apreciacions, comentaris i suggeriments dels lectors de la seva web, de Facebook i de Twitter.

## Guardonats
| Secció           | Premi               | Nom                                              | Guanyador |
| ---------------- | ------------------- | ------------------------------------------------ | --- |
| Cinema estranger | Pitjor pel·lícula   | "Los antojos de Julia"                           | Menja, resa, estima |
| Cinema estranger | Pitjor director     | "Vuelve a Alemania, Pepe"                        | Florian Henckel von Donnersmarck, per The tourist |
| Cinema estranger | Pitjor actor        | "3D (desenfocados, desorientados y desubicados)" | Liam Neeson, Gerard Butler i Ralph Fiennes, pels seus treballs de 2010                                                                                         |
| Cinema estranger | Pitjor actriu       | "Copias certificadas"                            | Jennifer Aniston, per El caça-recompenses, Love happens i Un petit canvi                                                                                       |
| Cinema espanyol  | Pitjor pel·lícula   | "Putty woman"                                    | DiDi Hollywood |
| Cinema espanyol  | Pitjor direcció     | "Muerte entre las flores"                        | Fernando León de Aranoa, per Amador |
| Cinema espanyol  | Pitjor actor        | "Que se mueran los feos"                         | Mario Casas, per Tres metros sobre el cielo |
| Cinema espanyol  | Pitjor actriu       | "La teta y la trompeta"                          | Elsa Pataky per DiDi Hollywood i Carolina Bang per Balada triste de trompeta (ex aequo)                                                                        |
| Cinema espanyol  | Uno de los nuestros | "Infiltrado"                                     | Pere Vall, pels seus treballs com actor a diverses pel·lícules                                                                                                 |
| Especials        | Productor           | "Dónde estará Mi-Ñarro"                          | Productor de, entre d'altres, L'oncle Boonmee, que recorda les seves vides passades, O Estranho Caso de Angelica, La mosquitera, Aita, Blow Horn i Familystrip |
| Especials        | Premis              | "Chorizos Kaplan"                                | Premis Gaudí |
| Especials        | Leyes               | "Con De la Iglesia hemos topado"                 | Llei Sinde |
| Especials        | Publicitat          | "Moco deluxe"                                    | Tràiler de Torrente 4: Lethal crisis |